# Sichtbarkeitspolygon

Sichtbarkeitspolygon vis(p) in Rot eines Polygons

Das Sichtbarkeitspolygon {\displaystyle vis(p)} eines Punktes {\displaystyle p} ist ein Objekt des {\displaystyle \mathbb {R} ^{2}} und ist derjenige Teil des Inneren eines einfachen Polygons {\displaystyle P}, der vom Punkt {\displaystyle p} aus sichtbar ist.
Es findet beispielsweise Anwendung bei Wegfindungsalgorithmen in der Robotik.

## Algorithmus zur Bestimmung
Zur Bestimmung von {\displaystyle vis(p)} wird als erstes ein willkürlich gewählter Punkt {\displaystyle R_{0}} auf {\displaystyle \partial P} (Rand des Polygons {\displaystyle P}) bestimmt, der mit Sicherheit von {\displaystyle p} aus sichtbar ist. Dies ist in der Laufzeit {\displaystyle {\mathcal {O}}(n)} möglich. Jetzt wird von {\displaystyle R_{0}} aus {\displaystyle P} gegen den Uhrzeigersinn durchlaufen.
In einem Stapelspeicher {\displaystyle S} werden dabei die schon besuchten Stücke des {\displaystyle \partial P} gespeichert, welche möglicherweise von {\displaystyle p} aus sichtbar sind.
Wenn der Scan wieder bei {\displaystyle R_{0}} angekommen ist, enthält S genau die von {\displaystyle p} aus sichtbaren Teile von {\displaystyle \partial P}. Jetzt müssen noch künstliche Kanten in {\displaystyle S} eingefügt werden, damit das Sichtbarkeitspolygon geschlossen ist.
Dieser Algorithmus bestimmt das Sichtbarkeitspolygon mit linearer Laufzeit {\displaystyle {\mathcal {O}}(n)} und linearem Speicherplatz {\displaystyle {\mathcal {O}}(n)}.